# Acalypha chordantha
Acalypha chordantha é uma espécie de flor do gênero Acalypha, pertencente à família Euphorbiaceae.